# Rząd Hansa Modrowa
Rząd Hansa Modrowa – koalicyjny gabinet rządzący Niemiecką Republiką Demokratyczną na przełomie 1989 i 1990 po dymisji VI rządu Willego Stopha. Był ostatnim komunistycznym rządem NRD. Gabinet ustąpił 12 kwietnia 1990 w wyniku przegranych przez (post)komunistów wyborów parlamentarnych. Na czele rządu stał Hans Modrow.
| Rząd Hansa Modrowa – 18 listopada 1989 – 12 kwietnia 1990 | |                            |
| Urząd                                                     | Nazwisko | Ugrupowanie                |
| Premier                                                   | Hans Modrow | SED/PDS                    |
| Wicepremierzy                                             | Christa Luft Peter Moreth Lothar de Maizière                                                                                  | SED/PDS LDPD CDU           |
| Minister spraw zagranicznych                              | Oskar Fischer | SED/PDS                    |
| Minister spraw wewnętrznych                               | Lothar Ahrendt | SED/PDS                    |
| Minister ds. samorządów                                   | Peter Moreth | LDPD                       |
| Minister obrony                                           | Theodor Hoffmann | SED/PDS                    |
| Minister finansów i cen                                   | Uta Nickel | SED/PDS                    |
| Minister oświaty i młodzieży                              | Hans-Heinz Emons | SED/PDS                    |
| Minister kultury                                          | Dietmar Keller | SED/PDS                    |
| Przewodniczący Państwowej Komisji Planowania              | Gerhard Schürer | SED/PDS                    |
| Przewodniczący Komitetu Gospodarczego                     | Karl Grünheid | SED/PDS                    |
| Minister gospodarki                                       | Christa Luft | SED/PDS                    |
| Minister przemysłu ciężkiego                              | Kurt Singhuber | SED/PDS                    |
| Minister budowy maszyn                                    | Karl Grünheid do 12 stycznia 1990 Hans-Joachim Lauck                                                                          | SED/PDS                    |
| Minister przemysłu lekkiego                               | Gunter Halm | NDPD                       |
| Minister nauki i techniki                                 | Peter-Klaus Budig | LDPD                       |
| Minister handlu i zaopatrzenia                            | Manfred Flegel | NDPD                       |
| Minister budownictwa i gospodarki mieszkaniowej           | Gerhard Baumgärtel | CDU                        |
| Minister handlu zagranicznego                             | Gerhard Beil | SED/PDS                    |
| Minister turystyki                                        | Bruno Benthien | LDPD                       |
| Minister zdrowia i opieki społecznej                      | Klaus Thielmann | SED/PDS                    |
| Minister sprawiedliwości                                  | Hans-Joachim Heusinger do 12 stycznia 1990 Kurt Wünsche                                                                       | LDPD                       |
| Minister poczty i łączności                               | Klaus Wolf | CDU                        |
| Minister transportu                                       | Heinrich Scholz do lutego 1990 Herbert Keddi                                                                                  | SED/PDS                    |
| Minister ochrony środowiska i gospodarki wodnej           | Hans Reichelt do 11 stycznia 1990 Peter Diederich                                                                             | DBD                        |
| Minister rolnictwa, leśnictwa i gospodarki żywnościowej   | Hans Watzek | DBD                        |
| Minister pracy i płac                                     | Hannelore Mensch | SED/PDS                    |
| Minister ds. kościelnych                                  | Lothar de Maizière | CDU                        |
| Ministrowie bez teki od 5 lutego 1990                     | Tatjana Böhm Rainer Eppelmann Sebastian Pflugbeil Gerd Poppe Walter Romberg Klaus Schlüter Wolfgang Ullmann Matthias Platzeck | UFV DA NF IFM SDP GP DJ GL |